# Türk Mukavemet Teşkilatı
TMT (o T.M.T.) es el acrónimo de Türk Mukavemet Teşkilats (Organización de Resistencia Turca),  elemento político-militar de importante protagonismo en las luchas intercomunales en la isla de Chipre durante la segunda mitad del siglo XX. Esta organización pregonaba la idea del Taksim, o sea, la partición de la isla en vez de su unión (Enosis) con Grecia.

## Antecedentes
El antecedente inmediato del TMT es la organización turcochipriota “Volkan” (en español “Volcán”), que había sido creada en 1955 por Fazıl Küçük. Ambas nacen como reacción a la lucha de la EOKA por la independencia Chipre ya que el objetivo de los independentistas era la Enosis.
Además de Volkan, otras organizaciones de autodefensa se habían creado a mitad de la década del ´50 como eran KITEMB-Kıbrıs Türk Mukavemet Birligi (Unión de Resistencia Turca de Chipre), 9 Eylül Cephesi (Frente 9 de Septiembre), Kıbrıs Türk Komandoları (Comandos Turcochipriotas). Todas serán absorbidas por el TMT.
En enero de 1956, Volkan había comenzado su reacción contra EOKA. Entonces tenía unos 100 hombres bien armados y entrenados lo que le permitió llevar a cabo ataques con bombas contra propiedades griegas. Miembros de esta organización fueron empleados por los británicos en su lucha contra la EOKA.

## Creación
TMT sucedió a Volkan luego de una reestructuración llevada a cabo por Rauf Denktash en 1957, dándole su nuevo nombre. El TMT distribuyó su primer panfleto el 26 de noviembre de 1957: "Ahora hemos dado un nuevo impulso a Volkan y nuestra actividad se ha extendido por todo Chipre, con el objetivo de incluir en nuestras filas a toda la población turcochipriota."
Existe una controversia sobre la creación del TMT y de la fecha. Los turcochipriotas hablan de septiembre de 1957 y los turcos de julio de 1958 cuando llega el teniente coronel Vuruskan.
Rauf Denktash, en una entrevista con el Turkish Daily News, afirma que fue él el fundador del TMT junto con Kemal Tanrisevdi y Burhan Nalbantoglu en noviembre de 1957 y no fueron Ismail Tansu y Ali Rıza Vuruşkan el 1 de agosto de 1958 como generalmente se creía. Según Denktash, lo que sí sucedió fue que el mando del TMT pasó a Tansu y Vuruskan en esa última fecha. En agosto de 1958, la organización ya había sido declarada ilegal por el gobierno colonial británico.
Este mismo líder, en un comunicado el Times de Londres el 20 de enero de 1980, dijo lo siguiente:
"Fundé TMT (Movimiento de Resistencia turco) con unos amigos con el fin de organizar diversas personas que se movían de aquí para allá haciendo varias cosas 'Todo el mundo pensaba que yo era el líder, pero no lo era. Yo era un asesor político. Tan pronto como me hice cargo, yo se lo entregó a los turcos. Los ingleses pensaron que yo era el líder que decidía pero no era asó, los líderes eran oficiales de Turquía".
Según el coronel del ejército de Turquía Ismael Tansu, a cargo del Departamento de Operaciones Espaciales del Estado Mayor del Ejército en 1957 y responsable turco de la creación del TMT, su gobierno y el sector militar fueron los que decidieron la fundación de TMT. Consecuentemente, oficiales del ejército comenzaron a llegar a Chipre con identidades falsas como ser personal diplomático, empleados bancarios y maestros.
De las expresiones y de los hechos surge que el TMT fue creado por los turcochipriotas y los turcos, una vez creada, se deciden a apoyarla.
El teniente coronel turco, veterano de la guerra de Corea, Ali Rıza Vuruşkan (nombre clave Bozkurt ó Akınjı) (1912 - 15 de enero de 1979) fue designado para conducir el TMT en julio de 1958. Vuruşkan ingresó por el aeropuerto de Nicosia ese mes con el nombre de Ali Conan, inspector de bancos.  Con esa cobertura se mantendrá durante toda su estadía en la isla hasta 1960. Junto a él ingresaron los teniente coroneles Necmettin Erce y Şefik Karakurt y los capitanes Mehmet Özden y Rahmi Ergün. Oficiales turcos especialmente capacitados formaron los cuadros de TMT. Vuruskan también fue asistido en su trabajo desde su inicio por Fazil Kucuck, Rauf Denktash, Dudar Nicancioglu (Director de la sucursal del Banco del Trabajo - Nicosia), Burhan Isin (Cónsul de Turquía) y Vefa Betsim (operador de radio TMT).
El 17 de febrero de 1979, el turcochipriota Osman Orek, quien junto con Fazil Kucuck había recibido Vuruskan a su llegada, reveló lo siguiente:
"Conocí Vuruşkan el último domingo de julio de 1958 en la zona de la aldea Kazafani, distrito de Kyrenia. Yo estaba alojado en el motel de Jelal Mustapha con el Dr. Kucuck. Él había entrado en Chipre el día anterior pretendiendo ser un inspector de banco... Aunque TMT se había creado en 1957, no tenía un líder capaz y con experiencia, como Grivas, el líder EOKA... no teníamos objetivos. no teníamos nada, excepto las pistolas, lo que nos lleva a la clandestinidad y algunas armas ligeras, que tomamos de los ingleses, arriesgando penas de muerte, o algunas armas y bombas de fabricación local hechas por nuestros hermanos …. La capacidad de Ali para controlar la situación en tan corto período de tiempo ayudó a construir el ambiente necesario para el fortalecimiento de las TMT sobre bases sólidas y para las negociaciones de paz, que están simbolizados en los acuerdos de Zúrich entre Grecia, Turquía e Inglaterra. Sin lugar a dudas, el suministro de armas se llevó a cabo de inmediato y en una forma excelente sin los otros darse cuenta de nada. Por esta razón, la comunidad turca debe mucho a Riza Vuruskan y los héroes anónimos que trabajaron bajo sus órdenes. Por esta razón, el 1 de agosto de 1958 se estableció más tarde como el día de la fundación de TMT ".

## Propósito[8]
Los propósitos de su creación fueron:
- Llenar el vacío en la defensa de los turcochipriotas ente el crecimiento diario de la EOKA.
- Unificar las fuerzas clandestinas turcochipriotas ya existentes y coordinar la actividad de todos los mücabits (campeones del islam), los partisanos de dicha nación.
- Formar lazos con simpatizantes turcos.
- Inspirar confianza dentro de los turcochipriotas.

El TMT y los líderes comunales monopolizaron las ideologías entre los turcos de Chipre. Estos hicieron campañas de propaganda contra la penetración comunista en la comunidad.

## Desempeño de la organización hasta laOperación Atila
El incremento de la violencia de la insurgencia independentista grecochipriota radicalizó a su contraparte turcochipriota. La campaña de la EOKA hizo que su comunidad abandonara la burocracia colonial, particularmente la policía. Así, los turcos pasaron a dominar la fuerza auxiliar policial cuya tarea también era controlar a los rebeldes griegos. Las acciones contra la policía eran tomadas como contra toda la comunidad turca. Por ello el TMT inició actividades contra la EOKA. Se montaron guardias nocturnas armadas en las aldeas. De esta manera la oposición turca aparece, estableciendo fracciones defensivas en cada población de su etnia. El TMT siguió una política de venganza.
El 23 de julio de 1958, el gobernador Hugh Mackintosh Foot declaró TMT una organización ilegal pero ello no impidió que dejara sus actividades. Posteriormente, una amnistía general fue declarada para los militantes de la EOKA y TMT el 1 de marzo de 1959 como resultado de los acuerdos de Londres y Zúrich.
La independencia de la isla en 1960 se produce simultáneamente con un golpe de Estado en Turquía (27 de mayo de 1960). Ello generó que el nuevo gobierno saque transitoriamente a Chipre de sus prioridades, incluso pensó en desbandar el TMT. Asimismo, relevó a su primer jefe, Vuruşkan, que regresa a Ankara para volver a hacerse cargo, posteriormente, del TMT en la defensa de Kokkina en 1964.
Luego de la independencia, la organización se mantuvo secreta hasta diciembre de 1963 cuando las luchas intercomunales se reiniciaron. La policía turcochpriota dejó sus estaciones y se acopló a los mandos de su comunidad. Las armas fueron provistas por el contingente turco en la isla KTKA siendo la munición escasa. Durante las primeras semanas hubo falta de armas pesadas.
Los principales incidentes en los que participará el TMT desde los hechos de 1964 hasta 1974 son:
1. En junio y agosto de 1964, unos 500 estudiantes ingresan por mar al enclave de Kokkina. Este grupo carecía de un adecuado liderazgo. El 1 de agosto ingresa Ali Rıza Vuruşkan  junto a Rauf Denktash y a 67 estudiantes adicionales. Al poco tiempo se inicia el enfrentamiento de Kokkina.
2. Ocupación y defensa del paso de Kyrenia en 1964.
3. Enfrentamiento de Lefka – Ambelikou del 9 al 17 de marzo de 1965.
4. Los incidentes de Kophinou de inicios de 1967.
Durante el período, tal como lo expresan los distintos informes de UNFICYP, el control del TMT por parte de las autoridades turcochipriotas fue escaso.

## Orden de Batalla

### Previamente el año 1964
Antes de las luchas del 1963/64, el TMT había establecido varias unidades administrativas o banderas (llamadas Sanjacks):
- Nicosia.
- Famagusta.
- Paphos.
- Lárnaca.
- Limassol.
- Lefka.

Los Sanjacks eran comandados por los Sanjactars. Estos eran asistidos por jefes políticos turcochipriotas (Serdar). El Colegio Namık Kemal de Famagusta, el Colegio Turco de Nicosia y el Club Deportivo Çetinkaya eran los centros de actividades del TMT.
Su armamento era muy diverso (incluso algunos databan de la IGM). Otros se fabricaron en la isla o fueron tomados de los arsenales británicos o ingresados clandestinamente .
El entrenamiento se hacía en Turquía. Contingentes de 20/25 personas eran enviadas secretamente por un período de unos 45 días. Los temas se centraban en el mantenimiento del secreto y la guerra de guerilas (emboscadas, golpes de mano, sbotaje, etc).

### Luego del año 1964
Luego de los hechos de 1964, nuevos Sanjacks fueron formados:
- Yeşilirmak / Limnitis (enero 1965).
- Boğaz (julio 1964)
- Kokkina / Erenköy (agosto 1964).
- Serdarlı / Chatos (septiembre 1969)
- Ortaköy (enero 1970).

La organización incrementa su eficiencia de combate ya que se generó una fuerza semiprofesional. Se incrementó la cantidad de oficiales del Ejército Turco. Un sistema conscripcional de dos años se estableció. Sus integrantes pasaron a vestir uniformes del ejército turco.

### Al inicio de la Operación Atila
Organizados sobre la base de su rol eminentemente defensivo. Su responsabilidad era proveer protección a los enclaves o comunidades turcochipriotas y asegurar una base para una eventual intervención turca. Cada enclave debía estar en capacidad de defenderse hasta que se lograra un cese al fuego o hasta que fuera reforzado por tropas turcas. Para tal caso, se mantenía un contingente entrenado en el sur de Turquía consistente en la DE 39.
Las fuerzas turcochipriotas tenían también un sistema conscripcional de dos años pero a partir de los 16 años. Al finalizar el servicio, todos pasaban a la reserva hasta la edad que fueran incapaces de transportar armas.
El comando de las fracciones estaban a órdenes de unos 150 oficiales turcos que se mantenían a cubierto.
Datos del Orden de Batalla:
Jefe: Arif Eryılmaz
Personal: 4.500 hombres. Reserva de primera línea de 3.200 y de segunda línea de 12.300.
Se agregan mujeres entrenadas en el uso de armas pequeñas y vistiendo uniformes grises con boinas negras.
Organización
Las fuerzas turcochipriotas estaban organizadas en regimientos, batallones y compañías pero ninguna estaba completa o tenía un número que se correspondería con su magnitud. El elemento que más usualmente se encontraba era el destacamento de aldea o villa, variando en número entre y 100 personas.
Contaban con 500 hombres con entrenamiento de comando con potencial de actuar en forma de guerrilla.
No poseían componente naval ni aéreo. Debido a que esto último estaba disponible desde Anatolia, existían en la isla Elementos de Control Aéreo estacionados dentro de los enclaves para eventuales direcciones de AFAC.
Adiestramiento y equipamiento
Los niveles de instrucción y disciplina eran altos. Los soldados eran aptos físicamente y decididos a actuar.  Sin embargo la iniciativa era escasa en los menores niveles.
Su moral decayó al inicio de los 70, posiblemente por la brecha económica que se generó con su contraparte grecochipriota. Por ello, varios fueron enviados a Turquía para entrenarlos como oficiales al igual que se implementaron mejoras en los alojamientos y equipamientos.
El armamento, equipamiento y munición eran defectuosos debido al bloqueo hecho por los grecochipriotas. No poseían blindados ni artillería. EL apoyo de fuego se limitaba a algunos morteros y ametralladoras pesadas. Poseían escasa capacidad de transporte pero no era una importante debilidad dada la concepción defensiva de su tarea.
El 1 de agosto de 1976 el TMT es transformado en las Fuerzas de Seguridad Turcochipriotas.

## Jefes del TMT
El TMT estuvo a cargo de oficiales turcos desde su creación denominados “Bayraktar”, que respondían directamente al Estado Mayor Turco.
Ellos fueron:

- Ali Rıza Vuruşkan (junio 1958 - junio 1960)
- Şefik Karakurt (junio 1960 - junio 1962)
- Kenan Çoygun (agosto 1962 - julio 1967)
- Cevat Giray (julio 1967 - julio 1968)
- Rüştü Kazandağ (julio 1968 - agosto 1970)
- Süleyman Eyüpoğlu (agosto 1970 - julio 1972)
- Arif Eryılmaz (julio 1972 - septiembre 1974)
- Çetin Başar (septiembre 1974 - agosto 1976)
- Aydın İlter (agosto 1976)

## Actualidad
Actualmente el TMT es una organización nacionalista dedicada a homenajear a los veteranos turcochipriotas de las luchas en la isla y exaltar la defensa de la comunidad.